# Liste der Kulturdenkmäler in Weidenbach (Taunus)
In der Liste der Kulturdenkmäler in Weidenbach sind alle Kulturdenkmäler der rheinland-pfälzischen Ortsgemeinde Weidenbach aufgeführt. Grundlage ist die Denkmalliste des Landes Rheinland-Pfalz (Stand: 8. Dezember 2023).

## Einzeldenkmäler
| Bezeichnung | Lage                | Baujahr                  | Beschreibung | Bild |
| ----------- | ------------------- | ------------------------ | --- | ---- |
| Wohnhaus    | Hauptstraße 15 Lage | 17. oder 18. Jahrhundert | Fachwerkhaus, verputzt und verschiefert, wohl aus dem 17. oder 18. Jahrhundert, Kniestock aus dem 19. oder 20. Jahrhundert          | BW   |
| Wohnhaus    | Klosterweg 2 Lage   | 17. oder 18. Jahrhundert | Fachwerkhaus, teilweise massiv, verputzt und verschiefert, wohl aus dem 17. oder 18. Jahrhundert, Kniestock aus dem 19. Jahrhundert | BW   |